# Частота Раби
Частота Раби определяется выражением
{\displaystyle \Omega _{0}={\frac {{\vec {d}}\cdot {\vec {\mathcal {E}}}}{\hbar }}},
{\displaystyle d} — дипольный момент, {\displaystyle {\mathcal {E}}} — электрическое поле излучения.
Из определения следует, что частота Раби количественно описывает взаимодействие резонансного излучения с дипольным моментом атома или молекулы. Под действием резонансного лазерного излучения интенсивностью {\displaystyle {\mathcal {E}}^{2}} населённость {\displaystyle b_{e}^{2}(t)} возбуждённого уровня  атомной системы осциллирует с частотой Раби {\displaystyle \Omega _{0}} (иногда их называют биениями Раби) :
{\displaystyle b_{e}^{2}(t)=\sin ^{2}\left({\frac {\Omega _{0}t}{2}}\right)}

## Происхождение термина
Термин частота Раби назван именем американского физика, уроженца Галиции, лауреата Нобелевской премии по физике (1944 г.) Исидора Раби. В 1937 году Раби исследовал прецессию магнитного дипольного момента атома со спином 1/2 в магнитном поле и вероятность изменения направления спина атома на противоположное. Оказалось, что «переворот» спина происходит с частотой Раби, величина которой определяется выше приведенной формулой (англ. Rabi problem).

## Обобщённая частота Раби
Для нерезонансного света вводится так называемая Обобщённая частота Раби {\displaystyle \Omega ^{'}}.
{\displaystyle \Omega ^{'}={\sqrt {|\Omega _{0}|^{2}+|\Delta |^{2}}}}
где {\displaystyle \Delta =\omega _{L}-\omega _{0}} есть отстройка лазерного света от резонансного атомного перехода. Обобщённая частота Раби участвует в модели Джейнса-Каммингса, которая является самой простой и в то же время адекватной моделью взаимодействия двухуровнего атома с одной модой квантованного поля в резонаторе с высокой добротностью.

## Вакуумная частота Раби
В 1946 г. Парселл обратил внимание на то, что скорость спонтанного излучения двухуровневой системы, помещённой в резонатор, увеличивается пропорционально отношению {\displaystyle Q/V} по сравнению со скоростью спонтанного излучения в свободном пространстве (эффект Парселла)  ;
здесь 
{\displaystyle Q,~V} — добротность и объём моды резонатора соответственно. Если добротность резонатора {\displaystyle Q=\omega /\Delta \omega _{c}} велика, так что {\displaystyle \Omega /\Delta \omega _{c}>1}, то спонтанное излучение становится обратимым, а атом обменивается энергией с созданным им же полем со скоростью, определяемой вакуумной частотой Раби {\displaystyle \Omega _{0}^{v}}.
Предположим, мы имеем пустой высокодобротный одномодовый резонатор. Если в такой резонатор влетает атом, находящийся в возбуждённом состоянии {\displaystyle e}, то вакуумные флуктуации моды резонатора сынициируют спонтанное испускание атомом фотона. В результате атом окажется в основном состоянии {\displaystyle g}. Так как резонатор добротный, то испущенный фотон перепоглотится, и атом снова перейдёт в возбуждённое состояние. Таким образом, вследствие вакуумных флуктуаций поля в резонаторе атом будет осциллировать между его уровнями. Такие осцилляции напоминают поведение атома под действием резонансного лазерного поля, поэтому описанные переходы атома из состояния {\displaystyle g} в состояние {\displaystyle e} и обратно, вызванные вакуумными флуктуациями поля в пустом добротном резонаторе, называют вакуумной частотой Раби {\displaystyle \Omega _{0}^{v}}.
Вакуумные осцилляции наблюдались на ридберговских переходах атомов в микроволновых резонаторах  и на оптических переходах в микрорезонаторах . Аналитическое выражение для вакуумной частоты Раби имеет вид:
{\displaystyle \Omega _{0}^{v}={\frac {{\hat {d}}{\hat {E}}({\vec {r}})}{\hbar }}},
где {\displaystyle {\hat {E}}({\vec {r}})={\sqrt {\frac {2\pi \hbar \omega }{V}}}{\vec {e}}u({\vec {r}})(c+c^{\dagger })}, 
{\displaystyle V} — объём моды резонатора, {\displaystyle {\vec {e}}} — вектор поляризации моды, {\displaystyle \omega } — частота поля, {\displaystyle {c+c^{\dagger }}} — операторы рождения и уничтожения фотона, {\displaystyle u({\vec {r}})} — описывает пространственное распределение моды резонатора.

## Одетые состояния
(см. также Сизифово охлаждение#Переменный эффект Штарка)
У атома, находящегося в резонансном, когерентном поле, появляются новые зависящие от времени состояния, которые описывают с помощью «одетых» состояний («одетых» полем). В строгом смысле считать их собственными состояниями нельзя, но для описания системы их охотно и успешно используют.
В основе этого понятия лежит известный эффект Штарка.
Атом, помещённый во внешнее электрическое поле {\displaystyle {\mathcal {E}}}, меняет свою энергию. В результате энергетические уровни атома смещаются на величину
{\displaystyle \Delta {E}={\vec {d}}\cdot {\vec {\mathcal {E}}}}, где {\displaystyle {\vec {d}}} — дипольный момент атома.
В 1955 г. Отлер и Таунс опубликовали работу, в которой представлены результаты исследования эффекта Штарка в интенсивных резонансных полях
 (см. en:Autler–Townes effect).
Оказалось, что под действием переменного электрического поля, в том числе при освещении светом, уровни атома также смещаются. С этого времени этот эффект называют «переменным эффектом Штарка»:
{\displaystyle \Delta {E}=-c^{2}{\frac {\Omega _{0}^{2}}{2\delta }}}
где {\displaystyle \Omega _{0}={\frac {{\vec {d}}\cdot {\vec {\mathcal {E}}}}{\hbar }}} — частота Раби,
{\displaystyle \delta } — отстройка частоты лазера от атомного резонанса {\displaystyle \nu _{L}}
В 1977 году К. Коэн-Таннуджи ввёл понятие одетые состояния.

### π/2 и π импульсы
Если приложить импульс поля длительностью {\displaystyle \tau } так, что {\displaystyle \Omega _{0}\times \tau =\pi }, то атом перейдёт из состояния {\displaystyle g} в состояние {\displaystyle e} (см. формулу для {\displaystyle b^{2}(t)}). Такой импульс называют {\displaystyle \pi }-импульс.
В случае, когда частица в результате импульсного воздействия за время {\displaystyle \tau ={\frac {\pi }{2\Omega _{0}}}} перейдёт в  суперпозиционное состояние {\displaystyle {\frac {g+e}{\sqrt {2}}}}, такой импульс называют {\displaystyle \pi /2}-импульсом.